# Svenska brassbandfestivalen
Svenska brassbandfestivalen är en årlig festival för svenska brassband som arrangeras av Svenska Brassbandförbundet.
Huvudinslaget i festivalen är de svenska mästerskapen för brassband vilka brukar vara indelad i ett flertal olika divisioner. Vid 2019 års tävlingar var indelningen Elitdivision, Division 1, Division 2, Festivalklass (utom tävlan) och Division Minibrass. Vinnaren av Elitdivision kan titulera sig svensk mästare och kvalificeras för de europeiska mästerskapen.

## Svenska mästare
- 1982 Solna Brass
- 1983 Solna Brass
- 1984 Solna Brass
- 1985 Göteborg Brass Band
- 1986 Göteborg Brass Band
- 1987 Inga tävlingar
- 1988 Immanuel Brass, Jönköping
- 1989 Göteborg Brass Band
- 1990-1991 - Inga tävlingar
- 1992 Göteborg Brass Band
- 1993 Inga tävlingar
- 1994 Göteborg Brass Band
- 1995 Inga tävlingar
- 1996 Göteborg Brass Band
- 1997 Inga tävlingar
- 1998 Solna Brass
- 1999 Göteborg Brass Band
- 2000 Göteborg Brass Band
- 2001 Göteborg Brass Band
- 2002 Göteborg Brass Band
- 2003 Göteborg Brass Band
- 2004 Göteborg Brass Band
- 2005 Göteborg Brass Band
- 2006 Göteborg Brass Band
- 2007 Windcorp Brass Band
- 2008 Stockholm Brass Band
- 2009 Windcorp Brass Band
- 2010 Windcorp Brass Band
- 2011 Windcorp Brass Band
- 2012 Windcorp Brass Band
- 2013 Windcorp Brass Band
- 2014 Windcorp Brass Band
- 2015 Windcorp Brass Band
- 2016 Solna Brass
- 2017 Göta Brass Band[1]
- 2018 Göta Brass Band
- 2019 Göta Brass Band
- 2020 Inga tävlingar
- 2021 Göta Brass Band
- 2022 Göta Brass Band